# Паудалью
Паудалью (порт. Paudalho) — муниципалитет в Бразилии, входит в штат Пернамбуку. Составная часть мезорегиона Мата-Пернамбукана. Входит в экономико-статистический микрорегион Мата-Сетентриунал-Пернамбукана. Население составляет 47 975 человек на 2004 год. Занимает площадь 270,35 км².
Праздник города — 4 февраля.

## История
Город основан в 1811 году.

## География
Климат местности: тропический.